# ريملا
ريملا هي بلدية في مقاطعة فرشيلي التابعة لإقليم بييمونتي الإيطالي، تقع على بعد حوالي 100 كيلومتر (62 ميل) إلى الشمال الشرقي من مدينة تورينو وحوالي 70 كيلومتر (43 ميل) شمال غرب مدينة فيرتشيلي.
تقع ريملا على حدود البلديات التالية: بانيو أنزينو، كالاسكا كاستيليون، كرافاليانا، فوبيلو، فالسترونا.

## السكان
تأسست في عام 1255 قبل مهاجري (والسير) من كانتون فاليز. يتحدث سكانها الألمانية (تحديدا اللهجة الألامانية). تضاءل عدد سكانها بشكل كبير من 1327 نسمة في عام 1871 إلى 129 نسمة في 31 كانون الأول / ديسمبر 2004، وتبلغ مساحتها 29.0 كيلومتر مربع (11.2 ميل2).

## وصلات خارجية
- الصور
- بقية المقال في اللغة الإنجليزية/الإيطالية/الألمانية